# 與世紀同行
《金日成回憶錄：與世紀同行》（朝鲜语：／ Segi wa tŏburŏ */?）是朝鮮民主主義人民共和國（北韓）的締造者兼國家主席金日成的自傳，於1992年寫成，分為8卷出版；當中第7至第8卷是金日成的遺作，在他死後出版。全書複述了金氏自出生至朝鮮獨立鬥爭時期的生平經歷。
這本書在北韓文學的地位舉足輕重；雖然它的內容是否可信是一大疑問，但是人們還是認為這本書對日治時期後期的朝鮮歷史作出了有價值的觀察。由於這本書是關於北韓的一手文獻、且在西方廣泛流傳，所以從事北韓研究的學者都會把它視為重要文獻，不過西方學者同時也對書中歷史敘述的真偽進行考證，並對它的歷史價值作出評價。另外，黃長燁等脫北者質疑這本書不是金日成的親筆著作，而是由專業作家寫成的書籍。

## 編寫背景及歷史
金日成曾在1960年代之前鼓勵他的革命戰友出版自己的回憶錄，而乙支文德、姜邯贊和李舜臣等朝鮮歷史上著名的將領也曾經是北韓歷史教科書中提到的人物。不過此後這種書目便消失了，而金日成的兒子兼未來接班人金正日也意圖藉着控制提及到金日成的著作和誇大金氏家族的革命業績來加強對金日成的個人崇拜。就這一點而言，《與世紀同行》有效取代了另一本書《抗日游擊隊員回憶錄》，成為當地一本重要的宣傳書籍。
金日成在1974年宣布會撰寫自己的回憶錄。他說過本來自己沒怎麼想過要寫一本回憶錄，直至他的兒子金正日接任朝鮮勞動黨組織指導部部長之後，他才可以抽出更多時間，專心寫作。金日成也提到以前曾經有文藝界人士和外國政治家鼓勵他寫回憶錄。《與世紀同行》在1992年（金氏去世前2年）寫成，當時金日成已經80歲。雖然按照本來的計劃，這本書要分為五部寫成，全書30卷90章，不過在金日成死前，全書只有第一部〈抗日革命〉的首6卷已經完成並出版，另外兩卷則在他死後出版。

## 影響金日成意識形態的人和事
回憶錄顯示金日成受共產主義、基督教、儒學、天道教和其他各式各樣的傳統影響。雖然金日成在一個信奉基督教的長老教會家庭出生，不過他在回憶錄裏面只是對家人的信仰輕描淡寫。。他在青年時期對由朝鮮哲學家崔濟愚創立，受天主教傳教士影響，反西方、反日本的天道教很是着迷，並在回憶錄當中花了大篇幅講述天道教。天道教也是朝鮮同期其他揉合宗教和民族主義的新興宗教的藍本。金日成形容自己受到發動東學黨起義，源自朝鮮本土，相信人人平等、認為天存在於人人心中的天道教吸引。
回憶錄披露1928年金日成就讀私立毓文中學期間，他的語文老師是曾在毓文中學教書6個月的中國作家、史學家、中國共產黨黨員尚鉞，這段經歷是少年金日成唯一一次從正規教育認識文學和美學的機會，也可能對他的文學和美學根底帶來最關鍵的影響。尚鉞給金日成介紹了《紅樓夢》等中國文學名著，也介紹了一些俄羅斯文學名著，例如由馬克西姆·高爾基著作的《母親》和《仇敵》，還鼓勵金日成成為「無產階級作家」。金日成也在校外開始接觸約瑟夫·史太林的著作。
這本回憶錄也揭示了金日成的宗教知識和關於藝術和文學經典的學識對主體思想的影響。根據韓國天道教會一位人員的解釋，主體思想與天道教相似，因為兩種思想都認為人是自己命運的主人。雖然金氏早年受到多種宗教的影響，但是他不贊成宗教信仰，並要求人民以一種近乎宗教的形式對他效忠，以及遵守軍國主義的規條——朝鮮人在生活中必須遵守這些規則。金氏在《與世紀同行》的前言中寫道：「『以民为天』，把人民群众视如上天，这是我一贯的主张和座右铭。相信人民群众，把他们视为革命和建设的主人，并依靠人民群众的力量，这一主体思想的原理，是我最崇尚的政治信仰，是激励我为人民，贡献一生的生活纲领。:xxxii」

## 卷目
| # | 書名                              | 作者   | 出版社     | 出版日期        | 分類 |
| --- | --------------------------------- | ------ | ---------- | --------------- | ---- |
| 1 | 金日成回憶錄：與世紀同行1         | 金日成 | 外文出版社 | 1994 （中文版） | 自傳 |
| 第1卷各章所講述的事件在1912年4月至1930年5月期間發生。在這一卷中，金日成詳述自己的家庭出身、他在童年和青年時期的經歷，以及他加入共產主義運動，參與爭取朝鮮獨立的鬥爭的過程。他的父親金亨稷是三一運動的參與者、朝鮮國民會的創會成員，並在他年幼的時候積極抵抗日本人。第1卷最後提到他入獄的事蹟。                                                              |                                   |        |            |                 |      |
| 2 | 金日成回憶錄：與世紀同行2         | 金日成 | 外文出版社 | 1994 （中文版） | 自傳 |
| 第2卷各章所講述的事件在1930年5月至1933年2月期間發生。金日成出獄後，滿洲局勢險惡，處於戒嚴狀態，他還經歷了1930年5月30日和8月1日的起事。九一八事變之後，金日成和他的同志們決定為接踵而來的武裝鬥爭做好準備，不過經過多次戰鬥之後，他和他的軍中同袍要為中國國民救國軍在滿洲的處境深思。                                                                        |                                   |        |            |                 |      |
| 3 | 金日成回憶錄：與世紀同行3         | 金日成 | 外文出版社 | 1993 （中文版） | 自傳 |
| 第3卷各章所講述的事件在1933年2月至1935年2月期間發生。金日成來到抗日鬥爭狀況比其他地區更激烈的汪清；他說當時共產主義運動已經取代了民族主義運動，成為鬥爭的主流。之後形勢變得對日本關東軍有利，所以東北抗日聯軍這些為了爭取朝鮮獨立而戰鬥的部隊要向蘇聯西伯利亞邊境撤退。                                                                                     |                                   |        |            |                 |      |
| 4 | 金日成回憶錄：與世紀同行4         | 金日成 | 外文出版社 | 1993 （中文版） | 自傳 |
| 第4卷各章所講述的事件在1935年2月至1936年5月期間發生。雖然金日成在遠征北滿之後疾病纏身，不過這場遠征結果完滿成功，朝鮮共產黨人對革命事業的拓展也有了新希望。在毛澤東和朱德率領中國工農紅軍進行二萬五千里長征的時候，金日成也正在和他的同志翻越老爺嶺。1936年5月，朝鮮第一個反日民族统一战线组织祖國光復會在白頭山山麓成立，為民族解放運動帶來新曙光。        |                                   |        |            |                 |      |
| 5 | 金日成回憶錄：與世紀同行5         | 金日成 | 外文出版社 | 1994 （中文版） | 自傳 |
| 第5卷各章所講述的事件在1936年5月至1937年3月期間發生。據金日成所言，1936的春天是一個異乎尋常和忙碌的時刻。祖國光復會成立後，金日成等人既籌建了白頭山根據地，也組建了新師。可是兩支在撫松縣紮根的勢力卻成為了他們的威脅：一支是由汪隊長為首的滿洲國警察，另一支則是以民族主義者万順為首的抗日救國軍「山林隊」。1930年代後半期是朝鮮人民革命軍活動的興盛時期。 |                                   |        |            |                 |      |
| 6 | 金日成回憶錄：與世紀同行6         | 金日成 | 外文出版社 | 1995 （中文版） | 自傳 |
| 第6卷各章所講述的事件在1937年3月至1937年11月期間發生。金日成決定率領同袍翻過長白山脈，遠征撫松，並在其後率領他的同志參與普天堡戰役。日本人在金日成的部隊到撫松、蒙江兩縣活動期間捏造了「惠山事件」；金日成說，對朝鮮革命來講，這是一場嚴重的打擊。 |                                   |        |            |                 |      |
| 7 | 金日成回憶錄：與世紀同行7（續編） | 金日成 | 外文出版社 | 1996 （中文版） | 自傳 |
| 第7卷各章所講述的事件在1937年11月至1940年3月期間發生。朝鮮人民革命軍在1937年冬季來到位於蒙江縣東部叢林的馬塘溝密營進行操練。趨於沒落的最後一支民族主義抗日部隊和金日成的部隊聯合。1938年年底，朝鮮人民革命軍展開苦難行軍，並轉移到長白縣。金日成說那時是朝鮮獨立鬥爭最困難的時期。                                                                          |                                   |        |            |                 |      |
| 8 | 金日成回憶錄：與世紀同行8（續編） | 金日成 | 外文出版社 | 1998 （中文版） | 自傳 |
| 第8卷各章所講述的事件在1940年3月至1945年8月期間發生。朝鮮人民革命軍在紅旗河戰鬥中設下埋伏圈，擊敗前田討伐隊之後，金日成在小哈爾巴嶺召開會議，並採納新的戰略方針。後來金日成發動他的最後一戰，以解放朝鮮為目標，而蘇聯也出兵滿洲。 |                                   |        |            |                 |      |

## 發行
《與世紀同行》第1至第6卷於金日成在世時出版，第7和第8卷則在他死後出版。全書後來錄入《金日成著作集》（全50卷）和《金日成全集》（全100卷）。北韓製三池淵平板電腦的用戶也可以使用電子圖書館功能，閱讀《與世紀同行》（全8卷）和《金日成著作集》（包括《與世紀同行》前18章）。
根據北韓官方的記載，在1994年至2014年期間，《與世紀同行》一書已翻譯成20種語言，在約170個國家出版發行。中譯本共有兩種，一是朝鮮外文出版社翻譯的版本，在1994年至1998年期間出版，二是鄭萬興翻譯的版本，全套四冊，在1994年至2001年期間由中國社會科學出版社出版。日文、英文、法文、西班牙文、俄文、德文和阿拉伯文譯本也由外文出版社翻譯出版。

## 反響

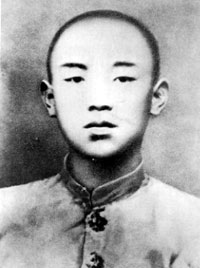
少年金日成（攝於1926年，出自書中插圖）

《與世紀同行》深受歡迎，在北韓的社會文化體系有舉足輕重的地位。另一邊廂，西方學者則對回憶錄裏敍述的事件是否真實進行集中研究，並對把《與世紀同行》當作歷史文獻參考的價值作出評判。《與世紀同行》隨處可見的現象也被指出和金日成的個人崇拜有所關聯。

### 在北韓的普及程度
雖然《與世紀同行》具有政治色彩，書中的內容也要按照官方政治路線來編寫，但是本書確實受到北韓人的歡迎。脫北者金在永（音譯）回憶道，雖然本書的主題深受意識形態影響，不過他小時候還是一頁一頁的讀下去，讀得津津有味，而且對金日成第一任妻子金正淑的故事特別有興趣。原北韓宣傳官員、脫北者張振成在他的著作《親愛的領袖：我逃離北韓的經歷》（Dear Leader: My Escape from North Korea）中憶述他向另一個脫北者吹噓的經歷，當時他說他朋友的「祖父母是主要的抗日鬥士，教科書提到了他們，金日成自己的回憶錄《與世紀同行》也提到了他們」，希望令對方留下深刻印象。另一位脫北者，前北韓高官黃長燁則說，這本書的内容和革命電影如出一轍，所以讀者讀起來會感到非常愉快。

### 南韓政府的查禁
和其他在北韓出版的印刷品一樣，這本書也被南韓當局查禁，禁止南韓民眾閱覽。根据韩国最高法院2011年的判决，《与世纪同行》为“利敌表现物”。 因此，没有“特殊资料（朝鲜文献）处理许可证”的普通人持有或流通《与世纪同行》的话，有违反《国家保安法》的危险。2016年，蔚山大学一名教授被法院判处六个月监禁（缓刑1年），因其要求学生阅读并对《与世纪同行》进行评论。 
2021年4月，民族厢房出版社在韩国以原版全套8本的形式原封不动地在韩国出版发售，引发极大争议。4月23日，韩国书店巨头教保文库表示，为使读者免于触犯《国家保安法》，将停止销售该书。随后，Yes 24、阿拉丁、Interpark等其他韩国书店也停售该书。 对此，朝鲜官方媒体谴责韩国政府阻碍金日成回忆录出版和传播。民间团体“法治和自由民主主义连带”（NPK）等认为，如果销售和发行这套美化金日成一家、被《国家安全法》认定为利敌表现物的书籍，将侵犯大韩民国宪法规定的人类尊严和人格权，因此向法院申请禁止销售和分发金日成的回忆录《与世纪同行》的临时禁令。但法院以“书籍的内容并没有直接针对申请人”，“仅以相当于通敌表现物为由，很难认为该事件侵害了申请人的人格权”为由，驳回了申请。

### 對其歷史性和作者身份的評論
《與世紀同行》是少數關於北韓，且在西方廣泛流傳一手文獻之一，因此從事北韓研究的學者都把本書視為重要文獻。然而，學者們都質疑書中對史事的描述是否準確。首爾北韓研究大學碩士費奧多爾·捷爾季茨基（Фёдор Тертицкий）認為《與世紀同行》為了迎合北韓的意識形態觀點而罔顧事實，捏造歷史事件，例如本書根據官方的説法複述金日成的兒子金正日在白頭山出生的事跡，而西方世界普遍懷疑這個説法。黃長燁說《與世紀同行》是「偽造歷史的傑作」。然而，記者布拉德利·K·馬丁（Bradley K. Martin）等人指出《與世紀同行》對金氏生平的描述要比1990年代之前出版的官方文獻更符合史實。雖然金日成對其童年生涯的描述無法予以驗證，不過金氏對自己在青年時期參與抗日運動的回憶要比其他同期人物的說法更可信，例如書中沒有否認金氏童年時期與教會的聯繫，也沒有否認金氏於1931年加入非本地的中國共産黨。
黃長燁說《與世紀同行》的作者不是金日成自己，而是專業作家和記者。他們可能是革命電影的編劇，任務是把回憶錄的內容寫得好像電影情節一樣。張振成表示，回憶錄的作者都是「4·15文學創作團」的小說家，而該「頭等」組織專門為金日成家族服務，黃長燁則認為這本書的作者是黨史研究所的職工。金正日可能指導了回憶錄的編撰過程。當時身為勞動黨高官的黃長燁反對在金日成身後出版回憶錄補編，因為他覺得回憶錄已出版的卷次已經「過於耐人尋味，不像是真實的」。他也反對北韓重寫日本投降後的歷史，因為這段時期的史事更容易查證，而且北韓奉行歷史修正主義可能會激怒其外交盟友。

## 外部連結
- 朝鲜的出版物：金日成回忆录 （页面存档备份，存于）（简体中文）
- 朝鲜的出版物：伟大的领袖金日成同志的回忆录——《与世纪同行》 （页面存档备份，存于）（朝鲜文）
- 朝鮮之聲《與世紀同行》錄音摘錄 （页面存档备份，存于）